# Jace Peterson
Jace Ryan Peterson (né le 9 mai 1990 à Lake Charles, Louisiane, États-Unis) est un joueur de la Ligue majeure de baseball.

## Carrière
Joueur des Cowboys de l'Université d'État McNeese, Jace Peterson est un choix de première ronde des Padres de San Diego en 2011. Cinquième et dernier joueur choisi cette année-là par les Padres au premier tour de sélection du repêchage amateur, il est le 58e athlète réclamé au total et un choix que San Diego obtient des Pirates de Pittsburgh en compensation pour la perte, dans les mois précédents, de l'agent libre Kevin Correia. Peterson commence sa carrière professionnelle dans les ligues mineures en 2011 et gradue pour la première fois au niveau Double-A chez les Missions de San Antonio en 2014. Joueur d'arrêt-court dans les mineures, Peterson obtient en avril 2014 son premier appel dans les Ligues majeures pour remplacer le joueur de troisième but des Padres, Chase Headley, qui est blessé. Il fait ses débuts dans le baseball majeur au troisième coussin pour les Padres le 25 avril 2014 face aux Nationals de Washington et réussit dès son premier passage au bâton le premier coup sûr de sa carrière, sur le premier tir du lanceur Stephen Strasburg.
Le 19 décembre 2014, Peterson accompagne trois joueurs de ligues mineures (le joueur de champ intérieur Dustin Peterson, le lanceur gaucher Max Fried et le voltigeur Mallex Smith) dans une transaction vers les Braves d'Atlanta, où les Padres reçoivent le voltigeur étoile Justin Upton et le lanceur droitier Aaron Northcraft.